# Rising Star
Rising Star – piąty album studyjny Michaela Rose’a, jamajskiego wykonawcy muzyki reggae.
Płyta została wydana w roku 1995 przez niewielki jamajski label Record Factory Records. Nagrania zostały zarejestrowane w studiu Record Factory Recordings w Kingston. Ich produkcją zajął się Anthony "Bunny Gemini" Dehaney. Jeszcze w tym samym roku nakładem nowojorskiej wytwórni VP Records ukazała się reedycja albumu pod zmienioną nazwą Voice of the Ghetto. Natomiast w roku 2002 brytyjska wytwórnia Jet Star Records wznowiła krążek pod oryginalną nazwą.

## Lista utworów
1. "Rising Star"
2. "Take The Shame"
3. "Don't Touch It"
4. "Jealous One"
5. "None Nuh De Deh"
6. "Retribution"
7. "Deliver Me"
8. "Cherry Chase"
9. "Ouncy Boy"
10. "It's The Fever"
11. "Ouncy Boy (Jungle Mix)"

## Muzycy
- Lascelles "Gitsy" Beckford - gitara
- Donald "Bassie" Dennis - gitara basowa
- Melbourne "George Dusty" Miller - perkusja
- Dean Fraser - saksofon
- David Madden - trąbka
- Tony Basey - syntezator
- Dennis "Jah D" Ferron - syntezator